# James Darcy Freeman
Sir James Darcy Freeman (Sydney, 19 novembre 1907 – Sydney, 16 marzo 1991) è stato un cardinale e arcivescovo cattolico australiano.

## Biografia
Fu arcivescovo di Sydney dal 1971 al 1983, anno in cui si ritirò per raggiunti limiti di età (75 anni).
Papa Paolo VI lo elevò al rango di cardinale nel concistoro del 5 marzo 1973.
Partecipò ai due conclavi del 1978: il primo che elesse Giovanni Paolo I e il secondo che elesse Giovanni Paolo II.
Morì il 16 marzo 1991 all'età di 83 anni.

## Genealogia episcopale e successione apostolica
La genealogia episcopale è:
- Cardinale Scipione Rebiba
- Cardinale Giulio Antonio Santori
- Cardinale Girolamo Bernerio, O.P.
- Arcivescovo Galeazzo Sanvitale
- Cardinale Ludovico Ludovisi
- Cardinale Luigi Caetani
- Cardinale Ulderico Carpegna
- Cardinale Paluzzo Paluzzi Altieri degli Albertoni
- Papa Benedetto XIII
- Papa Benedetto XIV
- Papa Clemente XIII
- Cardinale Marcantonio Colonna
- Cardinale Giacinto Sigismondo Gerdil, B.
- Cardinale Giulio Maria della Somaglia
- Cardinale Carlo Odescalchi, S.I.
- Cardinale Costantino Patrizi Naro
- Cardinale Serafino Vannutelli
- Cardinale Domenico Serafini, Cong. Subl. O.S.B.
- Cardinale Pietro Fumasoni Biondi
- Arcivescovo Filippo Bernardini
- Cardinale Norman Gilroy
- Cardinale James Darcy Freeman

La successione apostolica è:
- Cardinale Edward Bede Clancy (1974)
- Vescovo David Cremin (1974)
- Vescovo William Edward Murray (1975)
- Vescovo Leo Morris Clarke (1976)
- Vescovo Patrick Laurence Murphy (1977)
- Vescovo Bede Vincent Heather (1979)
- Vescovo John Edward Heaps (1981)